# Maj
Maj ali veliki traven je peti mesec v gregorijanskem koledarju, z 31 dnevi. Maj je dobil ime po rimski boginji Maji.
Izvirno slovensko ime za maj je veliki traven, hrvaško svibanj, češko květen in poljsko maj, prekmursko risálšček, nekoč risáolšček in tudi májuš.

## Prazniki in obredi
- 1. maj - praznik dela
- 9. maj - dan Evrope
- 20. maj - svetovni dan čebel
- 21. maj - evropski dan Nature 2000
- 22. maj - svetovni dan biotske raznovrstnosti
- 24. maj - 
  - evropski dan naravnih parkov
  - praznik Marije Pomočnice (Rimskokatoliška cerkev)